# Singles, Live, Unreleased
Singles, Live, Unreleased es un álbum recopilatorio de Royal Trux. Fue lanzado el 4 de noviembre de 1997 por Drag City, en formato de triple LP (boxset) y doble CD.

## Lista de canciones
Todas las canciones fueron escritas por Neil Hagerty y Jennifer Herrema, excepto donde se marca.

### Lado uno
1. "Esso Dame" – 1:51
2. "Mercury" – 3:50
3. "No Fixed Address" – 3:29
4. "Red Tiger" – 5:12
5. "Lucy Peaupaux" – 3:44

### Lado dos
1. "June Night Afternoon" – 3:54
2. "Steal Your Face" – 3:10
3. "Back to School" – 4:12
4. "Faca Amolada" (Ronaldo Bastos/Milton Nascimento) – 4:39
5. "Luminous Dolphin" – 3:16
6. "Spike Cyclone" – 3:59

### Lado tres
1. "Vile Child" – 3:44
2. "Law Man" (Grace Slick) – 2:53
3. "Shockwave Rider" (Mike Fellows/Hagerty/Herrema) – 3:59
4. "Chairman Blow" – 7:02
5. "Womban" (Larry Kessler) – 3:49

### Lado cuatro
1. "Cut You Loose" – 2:58
2. "Baghdad Buzz" – 4:08
3. "Hero/Zero" – 2:28
4. "Statik Jakl" – 4:03
5. "Gett Off" – 2:41
6. "Teeth" – 4:21

### Lado cinco
1. "Cleveland" – 4:00
2. "Theme from M*A*S*H" (Johnny Mandel/Mike Altman) – 2:11
3. "Strawberry Soda" – 1:50
4. "Sunflavor" – 3:08
5. "Love Is..." – 3:00

### Lado seis
1. "Ratcreeps" – 4:47
2. "Hair Beach" – 3:42
3. "Sometimes" – 1:33
4. "Signed, Confused" (Hagerty/Herrema/Rian Murphy) – 5:56
5. "Aviator Blues" – 4:11